# Kristýna Horská
Kristýna Horská (Praga, 30 de septiembre de 1997) es una deportista checa que compite en natación.
Ganó una medalla de oro en el Campeonato Europeo de Natación de 2024 y una medalla de bronce en el Campeonato Europeo de Natación en Piscina Corta de 2023, ambas en la prueba de 200 m braza.

## Palmarés internacional
| Campeonato Europeo                  | Campeonato Europeo | Campeonato Europeo | Campeonato Europeo |
| Año                                 | Lugar              | Medalla            | Prueba             |
| ----------------------------------- | ------------------ | ------------------ | ------------------ |
| 2024                                | Belgrado (Serbia)  | Medalla de oro     | 200 m braza        |
| Campeonato Europeo en Piscina Corta |                    |                    |                    |
| Año                                 | Lugar              | Medalla            | Prueba             |
| 2023                                | Otopeni (Rumania)  | Medalla de bronce  | 200 m braza        |